# Kazimierz Gąsior
Kazimierz Gąsior (ur. 23 marca 1898 w Zakrzowie, zm. 1940 w Kalininie) – bombardier Wojska Polskiego, starszy posterunkowy Policji Państwowej, kawaler Orderu Virtuti Militari, ofiara zbrodni katyńskiej.

## Życiorys
Urodził się w Zakrzowie, w ówczesnym powiecie puławskim, w rodzinie Wojciecha i Marianny z Nieróbców. W 1915 został ewakuowany z rodzicami do Rosji. Od 15 marca 1919 roku do 4 lipca 1921 w Wojsku Polskim, uczestnik wojny polsko-bolszewickiej w składzie 9 pułku artylerii polowej. Od 1 września 1923 w Policji Państwowej, pełnił służbę w województwie wołyńskim. Od 1 lipca 1937 do września 1939 na posterunku w Sarnach.
W 1939 znalazł się w niewoli radzieckiej w obozie NKWD w Ostaszkowie. Zamordowany przez NKWD wiosną 1940 jako jedna z ofiar zbrodni katyńskiej.
5 października 2007 pośmiertnie awansowany na stopień aspiranta Policji Państwowej.

## Ordery i odznaczenia
- Krzyż Srebrny Orderu Virtuti Militari nr 57 – 28 lutego 1921[5]
- Krzyż Walecznych
- Medal Pamiątkowy za Wojnę 1918–1921
- Medal Dziesięciolecia Odzyskanej Niepodległości
- Brązowy Medal za Długoletnią Służbę
- Krzyż Kampanii Wrześniowej 1939 r. - 1 stycznia 1986 (pośmiertnie)[6]